# Micromyrtus collina
Micromyrtus collina är en myrtenväxtart som beskrevs av Barbara Lynette Rye. Micromyrtus collina ingår i släktet Micromyrtus och familjen myrtenväxter. Inga underarter finns listade i Catalogue of Life.